# Irsko na Letních olympijských hrách 1964
Irsko se účastnilo Letní olympiády 1964 v japonském Tokiu. Zastupovalo ho 25 sportovců v 7 sportech.

## Medailisté
| Medaile | Jméno       | Sport | Soutěž                     |
| ------- | ----------- | ----- | -------------------------- |
| Bronz   | Jim McCourt | Box   | muži lehká váha - do 60 kg |